# Platytomus nathani
Platytomus nathani är en skalbaggsart som beskrevs av Riccardo Pittino och Mario Mariani 1986. Platytomus nathani ingår i släktet Platytomus och familjen Aphodiidae. Inga underarter finns listade i Catalogue of Life.